# Craig Wolanin
Craig William Wolanin (* 27. Juli 1967 in Grosse Pointe, Michigan) ist ein ehemaliger US-amerikanischer Eishockeyspieler, der im Verlauf seiner aktiven Karriere zwischen 1984 und 1999 unter anderem 730 Spiele für die New Jersey Devils, Nordiques de Québec, Colorado Avalanche, Tampa Bay Lightning und Toronto Maple Leafs in der National Hockey League auf der Position des Verteidigers bestritten hat. Seinen größten Karriereerfolg feierte Wolanin, der im NHL Entry Draft 1985 an dritter Gesamtposition ausgewählt wurde, in Diensten der Colorado Avalanche mit dem Gewinn des Stanley Cups im Jahr 1996. Sein Sohn Christian ist ebenfalls professioneller Eishockeyspieler.

## Karriere
Craig Wolanin begann seine Karriere als Eishockeyspieler bei den Kitchener Rangers, für die er in der Saison 1984/85 in der kanadischen Juniorenliga Ontario Hockey League aktiv war. Anschließend wurde er im NHL Entry Draft 1985 in der ersten Runde als insgesamt dritter Spieler von den New Jersey Devils ausgewählt. Für diese spielte der Verteidiger in den folgenden fünf Jahren in der National Hockey League, wobei er in der Saison 1989/90 auch auf sechs Einsätze für New Jerseys Farmteam, die Utica Devils aus der American Hockey League, kam. Am 6. März 1990 wurde er im Tausch für Peter Šťastný an die Nordiques de Québec abgegeben. Bei diesen spielte er bis zu ihrer Umsiedlung 1995 nach Denver, Colorado. Anschließend gingen die Transferrechte des US-Amerikaners auf Québecs Nachfolgeteam Colorado Avalanche über. Für die Avalanache erzielte der Linksschütze in der Saison 1995/96 in 82 Spielen acht Tore und gab 20 Vorlagen. 
Die Saison 1996/97 begann Wolanin bei den Tampa Bay Lightning, wurde jedoch nach nur 15 Einsätzen, in denen er punktlos geblieben war, an die Toronto Maple Leafs abgegeben. Bei den Kanadiern konnte er sich in der Folgezeit nie richtig durchsetzen, da ihn unter anderem eine schwere Knieverletzung, die er sich in einem Spiel gegen die Montréal Canadiens am 1. November 1997 zugezogen hatte, immer wieder zurückwarf. Nachdem er in eineinhalb Jahren in Toronto nur 33 Spiele bestreiten konnte, wurde sein Vertrag nicht verlängert. Schließlich unterschrieb der ehemalige Nationalspieler am 31. Januar 1999 als Free Agent bei den Detroit Vipers aus der International Hockey League. Bei diesen beendete er am Saisonende im Alter von 32 Jahren seine Karriere.

### International
Für die USA nahm Wolanin an den Weltmeisterschaften 1987, 1991 und 1994 sowie dem Canada Cup 1991 teil. Beim Canada Cup 1991 erreichte er mit den USA den zweiten Platz.

## Erfolge und Auszeichnungen
- 1991 Silbermedaille beim Canada Cup
- 1996 Stanley-Cup-Gewinn mit der Colorado Avalanche

## Karrierestatistik

### International
Vertrat die USA bei:
- Weltmeisterschaft 1987
- Weltmeisterschaft 1991
- Canada Cup 1991
- Weltmeisterschaft 1994

(Legende zur Spielerstatistik: Sp oder GP = absolvierte Spiele; T oder G = erzielte Tore; V oder A = erzielte Assists; Pkt oder Pts = erzielte Scorerpunkte; SM oder PIM = erhaltene Strafminuten; +/− = Plus/Minus-Bilanz; PP = erzielte Überzahltore; SH = erzielte Unterzahltore; GW = erzielte Siegtore; 1 Play-downs/Relegation; Kursiv: Statistik nicht vollständig)